# Zhao Peng
Zhao Peng (chin. upr. 赵鹏, chin. trad. 趙鵬, pinyin Zhào Péng; ur. 20 czerwca 1983 w Bengbu) – chiński piłkarz występujący na pozycji obrońcy. Zawodnik klubu Chengdu Qianbao.

## Kariera klubowa
Zhao zawodową karierę rozpoczynał w 2003 roku w zespole Henan Jianye z Chinese Jia-B League (II liga). W 2004 roku rozpoczął z nim starty w nowo powstałej lidze China League One. W debiutanckim sezonie w tych rozgrywkach wystąpił 29 razy i strzelił 1 gola, a w lidze zajął z klubem 7. miejsce. W 2006 roku awansował z zespołem do Chinese Super League. W 2008 roku Henan Jianye zmienił nazwę na Henan Construction. W 2009 roku Zhao zajął z nim 3. pozycję w Chinese Super League. Następnie grał w Guangzhou Evergrande, Changchun Yatai i Qingdao Jonoon. W 2016 trafił do Chengdu Qianbao.

## Kariera reprezentacyjna
W reprezentacji Chin Zhao zadebiutował 29 maja 2009 roku w zremisowanym 1:1 towarzyskim meczu z Niemcami.
W 2011 roku został powołany do kadry na Puchar Azji.